# Ioan Holender

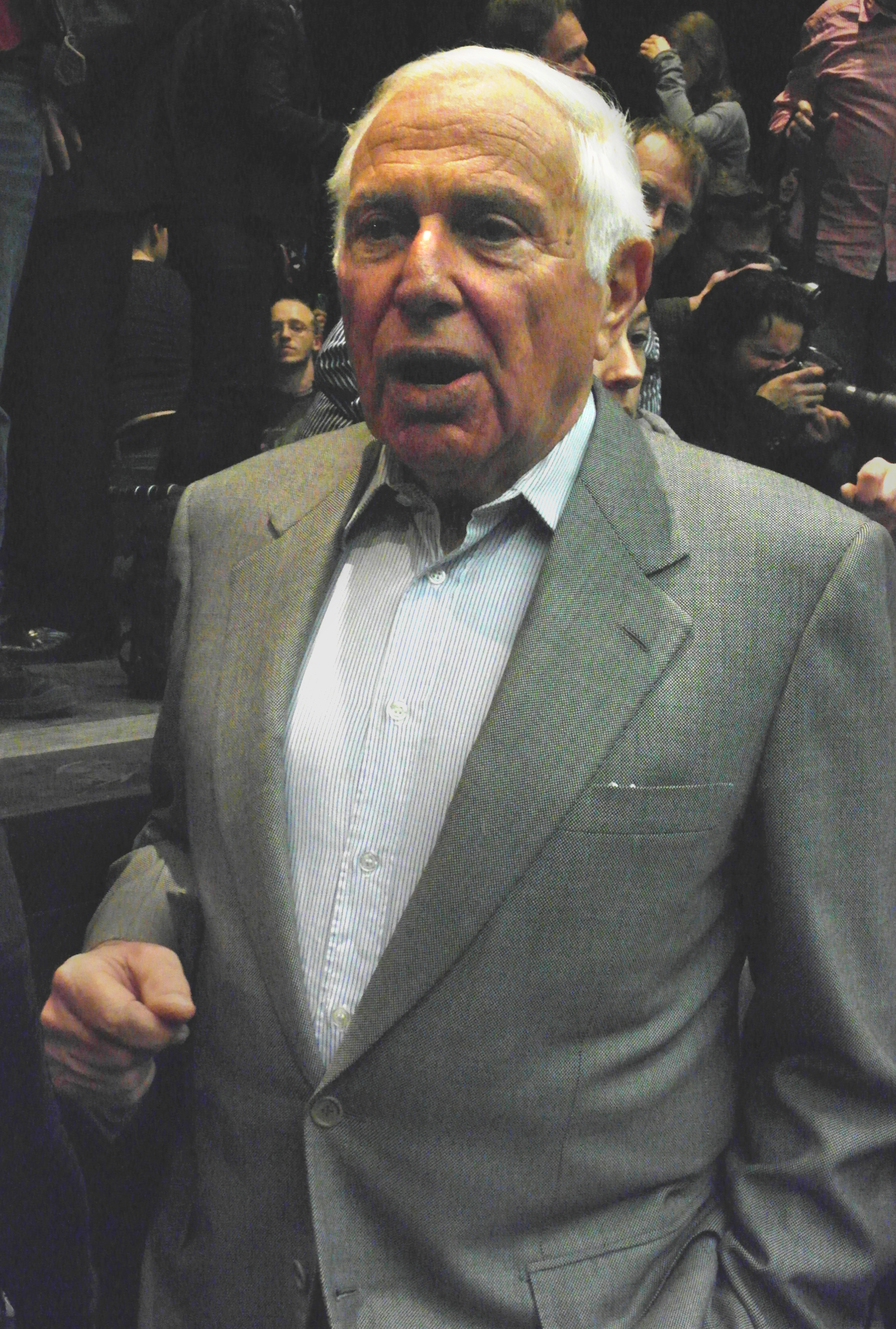
Ioan Holender (2011)

Ioan Holender (* 18. Juli 1935 in Timișoara, Rumänien, als Johann Hollaender) ist ein rumänisch-österreichischer Sänger und Künstleragent. Er war von 1992 bis 2010 Direktor der Wiener Staatsoper und der Volksoper Wien (bis 1996) sowie von 2005 bis 2015 Künstlerischer Direktor des George Enescu Festivals in Bukarest.

## Leben und Werk
Holender entstammt einer jüdischen Unternehmerfamilie. Sein Vater hatte in Timișoara eine Marmeladen- und Essigfabrik, die 1948 enteignet wurde. Ioan wuchs dreisprachig auf (Rumänisch, Deutsch, Ungarisch). Um zu einem Studium zugelassen zu werden, arbeitete er zunächst ein Jahr lang bei der Straßenbahn, studierte anschließend Maschinenbau (Fachrichtung Dampfmaschinen) am Polytechnischen Institut Timișoara. Als Teilnehmer an der Studentenrevolte in Timișoara 1956 wurde er exmatrikuliert und hatte damit auch keinen Zugang zu anderen Hochschulen des Landes.
Daraufhin arbeitete Holender unter anderem als Tennistrainer und Regieassistent. Da seine Mutter bereits in Wien lebte, durfte er 1959 im Rahmen der Familienzusammenführung nach Österreich einreisen. Statt des ursprünglich vorgesehenen Technikstudiums, begann er aber, Gesang zu studieren. Nach dem Abschluss war er als Opernbariton und Konzertsänger zuerst am Stadttheater Klagenfurt und später in St. Pölten tätig.
1966 trat Holender als Mitarbeiter in die Theateragentur Starka ein, die er nach einigen Jahren übernahm und die letztlich als Opernagentur Holender bekannt wurde.

### Oper
1988 wurde er vom designierten Direktor Eberhard Waechter zum Generalsekretär der Wiener Staatsoper ab 1991 berufen. Dies führte in den Medien zu teils heftiger Kritik, weil Holender vorgeworfen wurde, mit der amtierenden Staatsoperndirektion von Claus Helmut Drese vertragliche Verpflichtungen ausgehandelt zu haben und zugleich bereits dessen Nachfolger zuzuarbeiten. Jene Sänger, so hieß es, deren Engagement er selbst der Staatsoper vermittelt habe, würde er nun zugleich als Mitglied der künftigen Opernführung kritisieren. (Waechter plante damals, das System der Abendverträge gastierender Künstler einzuschränken und durch einen verstärkten Ensembleaufbau sowie längerfristige Gastverträge zu ersetzen.) Auch wurde geargwöhnt, Holender würde bei Engagements für die Spielzeiten Waechters gleichsam Sängerverträge mit seiner eigenen Agentur aushandeln. Schließlich zog sich Holender aus seiner Opernagentur zurück, die später innerhalb der eigenen Familie verkauft wurde.
Nach dem unerwarteten Tod Waechters im März 1992 wurde Holender am 1. April desselben Jahres zum Direktor der Staatsoper bestellt. Vier Jahre lang führte er gleichzeitig die Volksoper Wien, zu deren Ehrenmitglied er 1996 ernannt wurde.
An der Staatsoper bewirkte Holender innerhalb kurzer Zeit erhebliche Korrekturen an Waechters konservativer Konzeption; beispielsweise ließ er Titel der gespielten Opern wieder in der Originalsprache – also Le nozze di Figaro statt Die Hochzeit des Figaro – plakatieren und weichte das Ensembleprinzip durch eine Verstärkung kurzfristiger Abendverträge auf. Zudem verpflichtete er Exponenten moderner Operninszenierungen wie Herbert Wernicke, Hans Neuenfels, Willy Decker oder David Pountney.
Den Plan Waechters, ältere Inszenierungen unter der Leitung der jeweiligen Regisseure neu geprobt an der Staatsoper wiederaufzunehmen, legte Holender fast vollständig beiseite. Das von ihm gespielte Repertoire stützt sich im Wesentlichen auf die Neuinszenierungen seiner Direktionszeit, ergänzt von bekannten Schlüsselwerken oder einigen älteren Produktionen, deren geringerer Aufwand die Organisation des Spielplans erleichterte. Zudem setzte Holender – wie vor ihm Claus Helmut Drese und Herbert von Karajan – vermehrt auf Koproduktionen – etwa mit den Salzburger Festspielen, der Mailänder Scala und der Pariser Oper. Einige Inszenierungen der Wiener Staatsoper wurden an andere Opernhäuser verkauft oder ausgeliehen, etwa an die Bayerische Staatsoper in München, das Teatro La Fenice in Venedig und die Metropolitan Opera in New York.
Holenders Vertrag wurde dreimal verlängert und endete am 31. August 2010. Er ist somit der Direktor mit der längsten Amtszeit seit 1869, d. h. seit Bestehen des Hauses. In Berlin betreute Holender nach dem vorzeitigen Ausstieg des Intendanten Udo Zimmermann übergangsweise das Programm der Deutschen Oper. Holender ist Lehrbeauftragter am Institut für Theater-, Film- und Medienwissenschaft der Universität Wien. Außerdem ist er Vorstandsmitglied der Europäischen Musiktheater-Akademie.

### Tätigkeit in Rumänien
Im November 2011 wurde Ioan Holender zum Vorsitzenden des Vereins Timișoara Capitală Culturală Europeană (Temeswar Kulturhauptstadt Europas) gewählt. Von 2005 bis 2015 war er der Künstlerische Direktor des George Enescu Festivals, das alle zwei Jahre in Bukarest zur Erinnerung an den rumänischen Nationalkomponisten, Geiger, Pianisten und Dirigenten George Enescu veranstaltet wird. Das Festival im Herbst 2007 trug erstmals seine Handschrift.

### Fernsehen
In Sachen Kultur ist er seit den 2010er-Jahren journalistisch auf dem Fernsehsender Servus TV tätig, als Moderator und Gestalter der Sendung kulTOUR mit Holender. Die Sendung wird jeden Donnerstag abends und jeden Sonntag vormittags auf dem Sender ausgestrahlt und ist für eine bestimmte Zeit in der Mediathek des Senders abrufbar. Ebenfalls auf Servus TV kommentiert Ioan Holender in der Sendereihe Erste Reihe fußfrei – Holenders Loge das Kulturgeschehen.

## Privatleben
In erster Ehe war Holender mit Ariane Hollaender-Calix, einer Schauspielerin und ehemaligen Professorin an der Universität für Musik und darstellende Kunst Wien, verheiratet. Dieser Ehe entstammt der Jurist Adrian Hollaender. Heute ist er in zweiter Ehe verheiratet, aus dieser Ehe stammen ein Sohn und eine Tochter. Holender ist der Cousin des österreichischen Regisseurs Robert Dornhelm.

## Auszeichnungen und Ehrungen
- Ehrendoktorwürde
  - der Universität Bukarest
  - der Universität des Westens Timișoara
  - der Nationalen Musikakademie „Prof. Pantscho Wladigerow“ und
  - der Musikakademie Gheorghe Dima in Cluj-Napoca (Klausenburg)

- Silbernes Ehrenzeichen für Verdienste um die Republik Österreich (1980)
- Goldenes Verdienstzeichen des Landes Wien (1985)
- Österreichisches Ehrenkreuz für Wissenschaft und Kunst (1985)
- Österreichisches Ehrenkreuz für Wissenschaft und Kunst I. Klasse (1995)
- Ehrenmitglied der Volksoper Wien (1996)
- Goldenes Ehrenzeichen für Verdienste um das Land Wien (1998)
- Officier des Französischen Ordens der Künste und der Literatur (1999)
- Stern von Rumänien am Bande (2001)
- Jakob-Prandtauer-Preis für Wissenschaft und Kunst der Stadt St. Pölten (2001)
- Großes Goldenes Ehrenzeichen für Verdienste um die Republik Österreich[6] (2002)
- Commendatore des Verdienstordens der Italienischen Republik (2004)
- Ehrenring der Wiener Staatsoper (2004)
- Ehrenmedaille der Bundeshauptstadt Wien in Gold (2010)
- Clemens-Krauss-Medaille der Konzertvereinigung Wiener Staatsopernchor
- Franz-Schalk-Medaille in Gold der Wiener Philharmoniker
- Europäischen Kultur Initiativ Preis der europäischen Kulturstiftung Pro Europa (2005)
- Mittlerer Orden der Aufgehenden Sonne am Band (2010)[7]
- Großes Verdienstkreuz des Verdienstordens der Bundesrepublik Deutschland (2011)[8]
- Ehrenbürgerschaft von Timișoara

## Bücher
- Von Temesvar nach Wien. Der Lebensweg des Wiener Staatsoperndirektors. Autobiografie, bearbeitet von Marie-Theres Arnbom. Böhlau, Wien 2001, ISBN 978-3-205-99384-1.
- Ich bin noch nicht fertig. Erinnerungen. Zsolnay, Wien 2010, ISBN 978-3-552-05493-6

- Spuse, trăite, dorite. Amintiri [Gesagtes, Erlebtes, Ersehntes. Erinnerungen]. Verlag der Universität »Alexandru Ioan Cuza«, Iași 2011, ISBN 978-973-640-653-9

## Filmografie
- 2022: Letzte Bootsfahrt (Fernsehfilm)